# Friedrich Raff
Friedrich Raff (* 25. August 1889 in Stuttgart; † 12. März 1947 in Zürich) war ein deutscher Schriftsteller, Journalist und Drehbuchautor.

## Leben
Friedrich Raff wurde 1889 als Sohn des jüdischen Bankiers Arthur Raff (1852–1949) und seiner Ehefrau Rosa Weissenburger (1857–1908) in Stuttgart geboren. Raff begann seine berufliche Laufbahn als freier Autor und Feuilletonist für die Vossische Zeitung und Die Weltbühne. Seit den 1920er Jahren veröffentlichte er auch Werke als Schriftsteller, darunter die Satirensammlung Die Splitter der Anderen (1924), die Komödien Die Expedition ins Innere (1925), den Roman Peter Tingeltangel (1928) und den Schwank Die Laus im Pelz.
Mitte der 1920er Jahre begann er mit dem Schreiben von Drehbüchern. Dabei arbeitete er häufig mit Kollegen zusammen, besonders mit dem Journalisten Julius Urgiß, mit dem er von 1928 bis 1932 regelmäßig kooperierte.
Er beteiligte sich als Drehbuchautor sowohl an einfachen Lustspielen wie auch an Adaptionen ernster Literatur, darunter Frank Wedekinds Frühlings Erwachen und dem Film 24 Stunden aus dem Leben einer Frau  nach Stefan Zweigs Novelle Brief einer Unbekannten. Häufig war der Stummfilmstar Henny Porten die Hauptdarstellerin.
Raff und seine Familie lebte lange Zeit in Göppingen und Stuttgart. Um 1930 zog er dann nach Berlin. Der Machtantritt der Nationalsozialisten 1933 zwang Raff zur Emigration aus Deutschland. Er lebte mehrere Jahre an verschiedenen Orten in Westeuropa, bis er sich 1937 in Zürich niederließ. Dort arbeitete Friedrich Raff als Filmkritiker für die Neue Zürcher Zeitung und nahm zu Beginn der 1940er Jahre auch seine Tätigkeit als Drehbuchautor wieder auf. 
Friedrich Raff starb 1947 an den Folgen einer Operation. Friedrich Raff war seit 1916 mit Fanny Elsas (1884–1966) verheiratet. Er war somit der Schwiegersohn von John Elsas. Friedrich Raff adoptierte den Sohn Hans (1913–1993), der aus der ersten Ehe seiner Frau Fanny mit Paul Herz (1883–1913) stammte. Im August 1917 wurde der gemeinsame Sohn Herbert Raff (1917–2000) geboren.

## Filmografie
| - 1926: Die Flammen lügen - 1927: Die indiskrete Frau - 1928: Zuflucht - 1928: Hurrah! Ich lebe! - 1929: Mutterliebe - 1929: Hochverrat - 1929: Hütet Euch vor leichten Frauen - 1929: Die Herrin und ihr Knecht - 1929: Frühlings Erwachen - 1930: Der Detektiv des Kaisers - 1930: Der Witwenball - 1930: Skandal um Eva - 1930: Geld auf der Straße - 1930: Bockbierfest | - 1930: Kohlhiesels Töchter - 1930: Der keusche Joseph - 1931: Panik in Chicago - 1931: Luise, Königin von Preußen - 1931: 24 Stunden aus dem Leben einer Frau - 1932: Der Stolz der 3. Kompanie - 1932: Ich will Dich Liebe lehren - 1933: Müller reist zum Wintersport (Kurzfilm) - 1936: Oranje Hein - 1940: Weyerhuus - 1940: Verena Stadler - 1941: Emil, me mues halt rede mitenand - 1941: Bider der Flieger - 1942: Machtrausch – Aber die Liebe siegt |

## Veröffentlichungen
- Junge Lieder. Strassburg: Singer 1910 [Lyrik]
- Die Splitter der Anderen. Satiren und Skizzen [= Weltkaleidoskop. Sechstes Bild]. Ludwigsburg: Deutscher Volksverlag 1924
- Peter Tingeltangel. Roman. Nederlandsche Bewerking door de V. Jr. Amsterdam: Voorwarts 1928 [nicht auf Deutsch erschienen]